# Kristin Ottová
Kristin Ottová (* 7. února 1966, Lipsko) je bývalá východoněmecká plavkyně, šestinásobná olympijská vítězka.

## Sportovní kariéra
Se závodním plavání začínala v deseti letech a dostala se do východoněmecké sportovní akademie. Již jako šestnáctiletá se prosadila na mistrovství světa, když v roce 1982 vybojovala zlato na 100 m znak a kraulařské i polohové štafetě. Poté se soustředila na krátké tratě ve všech stylech. V roce 1984 překonala světový rekord na 200 m volný způsob a byla považovaná za velkou kandidátku několika medailí z olympijských her 1984. Tam jí však vzhledem k bojkotu olympiády v Los Angeles ze strany socialistických zemí nebylo umožněno startovat. Další zásahem do její kariéry bylo zranění z roku 1985, když si zlomila obratel, kvůli kterému musela většinu sezóny vynechat. V roce 1986 se ale vrátila ve velkém stylu. Na mistrovství světa 1986 získala čtyři zlaté (dvě individuální, dvě štafetové) a dvě stříbrné medaile, na mistrovství Evropy v dalším roce pět zlatých medailí. Vrcholem její kariéry byla účast na olympijských hrách 1988 v Soulu. Se šesti zlatými medailemi se stala nejúspěšnější sportovkyní her. Vítězstvím v závodech třemi různými plaveckými styly potvrdila pověst univerzální sprinterky. Aktivní kariéru ukončila v roce 1989, poté pracovala jako reportérka pro německou televizi.
V devadesátých letech vyplulo několik nařčení z dopingu, který měla brát dlouhodobě jako členka východoněmecké sportovní akademie. Již v roce 1989 během mistrovství Evropy byly u východoněmeckých plavkyň měřeny hodnoty testosteronu obvyklé u mužů. V letech 1999–2000 byli za dlouhodobé podávání dopingu svým svěřencům odsouzeni bývalý týmový lékař Horst Tausch a bývalý trenér Stefan Hetzer. Kristin Ottová nicméně všechna tato nařčení popřela.

## Úspěchy a ocenění
- šestinásobná olympijská vítězka ze Soulu 1988
- nejlepší plavkyně světa v letech 1984, 1986 a 1988 podle časopisu Swimming World magazine
- evropská plavkyně roku 1984, 1986, 1988
- východoněmecká sportovkyně roku 1988, 1989
- členka Mezinárodní plavecké síně slávy od roku 1993